# 服刑人员未成年子女
服刑人员未成年子女，是指正处于监狱等国家暴力机关拘禁状态的人员所生（包括婚生及非婚生）的法定年龄不足18周岁的子女。这是一个在社会发展社会福利、保障制度不断完善的进程中逐渐为政府和民众所关注的特殊的社会弱势群体。他们的生存、教育及身心成长对社会的稳定和和谐有着直接而深远的影响。  

## 歷史
服刑人员未成年子女这一范畴，追溯其历史应是伴随着监狱这一国家暴力机关的产生而产生。在历史上，随着国家制度的更替，人类文明的进步，服刑人员未成年子女的命运也随之不断改善。在奴隶社会，如果父母是罪犯，子女往往也是随之被贬为奴隶或罪犯；到了封建社会视罪犯罪行的大小，其子女所受到的牵连也各不相同，重则遭受诛连、发配，轻则也会影响科举、仕途。
到了现代，随着社会文明的进步和福利保障的完善，服刑人员未成年子女，作为与其父母犯罪行为相割裂的个体所应享受的福利及保护越来越受到社会的重视，这些孩子的属性也从父母罪行的牺牲品、连带品开始向应受国家和社会保护的弱势群体转变。

## 現狀
目前，服刑人员未成年子女已经形成了一个具有相当规模的社会群体。以发展中国家和发达国家中人口最多的中国和美国为例。据中国官方2006年统计：在押的156万名服刑人员中有未成年子女的服刑人员有46万。而美国司法统计局发布的数字是2007年美国监狱中有809，800位父母，这些父母的未成年子女人数为1，706，600人，这些数字被官方统计人员认为可能会存在因父母不想暴露自己的子女而存在比真实数目偏小的情况。
尽管服刑人员未成年子女问题已经在世界绝大部分国家引起了重视，一些社会福利制度发展较完善的发达国家也有针对服刑人员未成年子女生存、教育和成长而制定的措施。但我们一些发展中国家对于这一问题还缺乏成文的法律保障。在中国这样的发展中国家中的经济和人口大国，调查显示有94.8%的服刑人员未成年子女没有受到过任何形式的社会援助，有1.2%的服刑人员未成年子女已经走上了犯罪道路。有超过2%的服刑人员未成年子女没有生活来源在外流浪。

## 權益問題
欧美一些主要国家，对于监狱服刑人员未成年子女实施监护是法定的国家（或政府）职责。英国制定的《儿童法》、德国制定的《儿童与青少年救助法》、挪威制定的《儿童福利措施法案》都有相应的规定。如果监狱服刑人员的子女尚未成年，国家将采取两种途径切实保护未成年人利益：一是设立母子监狱；二是安置于儿童福利机构。在中国由于服刑人员子女在法律界定上不属于国家福利机构所赡养的儿童定义，因此无法享受相应的儿童福利。
目前中国民间有许多服刑人员子女的代养机构，且一些地方政府也把服刑人员未成年子女纳入了社会低保人员，可以领取最低生活保障金。